# Рибозимы
Рибозим (сокращение от «рибонуклеиновая кислота» и «энзим»), также называемая ферментативной РНК или каталитической РНК — это молекула РНК, обладающая каталитическим действием.
Многие рибозимы естественного происхождения катализируют расщепление самих себя или других молекул РНК, кроме того образование пептидной связи в белках происходит при помощи рРНК рибосомы.
В рамках исследований, посвященных происхождению жизни, удалось создать искусственные рибозимы типа РНК-полимеразы, способные при определенных условиях катализировать свою собственную сборку. Первые лабораторные образцы показали невысокую каталитическую способность: они успевают собрать в цепочку не более 14 нуклеотидов за 24 часа, по истечении которых они разлагаются за счет гидролиза фосфодиэфирных связей, однако результат постепенно улучшается: в 2011 году достигнуто значение в 95 нуклеотидов.

## Открытие
До открытия рибозимов ферменты — белки, обладающие каталитическими свойствами, — считались единственными органическими катализаторами. В 1967 году Карл Вёзе, Френсис Крик и Лесли Оргель впервые выдвинули предположение, что РНК может быть катализатором. Это предположение основывалось на том, что РНК может образовывать сложную вторичную структуру. Сейчас известно, что рибозимы и многие другие молекулы РНК имеют сложную третичную структуру.
Каталитическая активность РНК впервые была обнаружена в 1980-е годы у пре-рРНК Томасом Чеком, изучавшим сплайсинг РНК у инфузории Tetrahymena thermophila, и Сидни Олтменом (Альтманом), работавшим с бактериальной рибонуклеазой P.
Рибозимом оказался участок молекулы пре-рРНК Tetrahymena, кодируемый интроном внехромосомного гена рДНК; этот участок осуществлял аутосплайсинг, то есть сам вырезал себя при созревании рРНК. Каталитическая активность также была обнаружена в РНК-субъединице комплекса рибонуклеазы P, участвующей в обработке пре-тРНК (впоследствии Альтман доказал, что эта активность может обеспечиваться рибозимом без участия белков).
В 1989 году Чек и Альтман (иногда эту фамилию пишут на русском "Олтмен") получили Нобелевскую премию по химии за «обнаружение каталитических свойств РНК».
Термин рибозим был введён Келли Крюгер и др. в статье, опубликованной в журнале Cell в 1982 году.

## Действие
Хотя большинство рибозимов редко встречаются в клетках, иногда они очень важны для их существования. Например, активная часть рибосомы — молекулярной машины, осуществляющей трансляцию белков из РНК, — является рибозимом.
В качестве кофакторов некоторые рибозимы часто содержат двухвалентные ионы металлов, например, Mg2+.
То обстоятельство, что РНК может содержать наследственную информацию, позволило Уолтеру Гилберту выдвинуть предположение, что в древности РНК использовалась как в качестве генетического материала, так и в качестве катализаторов и структурных компонентов клетки, а впоследствии эти роли были перераспределены между ДНК и белками. Эта гипотеза сейчас известна как Гипотеза мира РНК.
Если РНК были первыми молекулярными машинами, использовавшимися в ранних живых клетках, то рибозимы, существующие сегодня (например, аппарат рибосомы), могут считаться живыми ископаемыми — образцами живых существ, состоящих из нуклеиновых кислот.
Недавние исследования сворачивания прионов показывают, что РНК может катализировать сворачивание белка в патологические конфигурации подобно ферментам-шаперонам.

## Известные рибозимы

### Естественные рибозимы
В природе обнаружены следующие рибозимы:
- Интроны групп I и II;
- Свинцовый рибозим (leadzyme) — обнаружено несколько естественных образцов, хотя впервые был создан в лаборатории;
- Рибозим, содержащий шпильку;
- Рибозим типа hammerhead;
- Рибозим вируса дельта-гепатита;
- Рибозим Tetrahymena;
- Рибозим VS;
- Рибозим глюкозамин-синтазы (рибозим, активируемый глюкозамин-6-фосфатом).

### Синтетические рибозимы
После обнаружения естественных рибозимов начались и исследования новых синтетических рибозимов, созданных в пробирке. Например, получены саморасщепляющиеся РНК, обладающие высокой каталитической активностью.
Тан и Брейкер
выделили саморасщепляющиеся РНК путём отбора фрагментов из РНК, сформированных случайным образом.
Среди синтетических рибозимов есть как обладающие уникальной структурой, не встречающейся или не обнаруженной в живой природе, как и другие, весьма схожие с природным рибозимом типа hammerhead.
Одна из методик обнаружения синтетических рибозимов — эволюционный метод. Этот подход полагается на двойственную природу РНК, которая является как катализатором, так и информационной цепочкой. За счёт такой двойственности довольно просто создать большие разнообразия РНК-катализаторов при помощи ферментов типа полимераз. Полученные рибозимы подвергаются мутациям путём обратной транскрипции при помощи обратных транскриптаз с образованием фрагментов кДНК в процессе мутагенной полимеразной цепной реакции.